# Un admirateur secret (téléfilm, 2008)
Pour les articles homonymes, voir Un admirateur secret.

Un admirateur secret est un téléfilm français en deux parties, réalisé par Christian Bonnet, diffusé le 18 août 2008 sur TF1.

## Synopsis
Le meurtre mystérieux d’un père de famille, Éric Fabre, laisse sa famille en état de choc. Laura, son épouse, mère d'un petite garçon, devient la cible de toutes les rumeurs et de tous les soupçons…

## Fiche technique
- Réalisation : Christian Bonnet
- Scénario : Catherine Hoffmann, d'après un roman de Patricia MacDonald
- Photographie : Vincent Jeannot
- Musique : Frédéric Porte
- Montage : Camille Bordes-Resnais
- Décors : Thomas Leporrier
- Costumes : Béatrice Raynal
- Genre : Thriller
- Durée : 54 + 48 minutes.

## Distribution
- Claire Keim : Laura Fabre
- Thierry Neuvic : Yann Russeil
- Olivier Sitruk : Gaby Fonteneau
- Titouan Laporte : Léo Fabre
- Catherine Marchal : Marie Cérès
- Thomas Chabrol : Commandant Cherreau
- Catherine Allégret : Lucie Fonteneau
- Alain Doutey : Sydney
- Robert Plagnol : Richard Duval
- Guillaume Denaiffe : Patrick
- Anny Romand : Marianne Fabre
- Lannick Gautry : Bruno
- Catherine Benguigui : Juliette
- Charles Ardillon : Lucas Russeil
- Marie Piton : Hélène Russeil
- Prune Lichtle : Avocate de Laura
- Jean-Jacques Faure : Juge d'instruction
- Philippe Rigot : Juge des enfants
- Sophie Fougère : Institutrice de Léo
- François Feroleto : Eric Fabre

## Tournage
Le téléfilm a été tourné à Fouras et Saint-Palais-sur-Mer en Charente-Maritime.